# قصر الأساطير (لعبة فيديو)
قصر الأساطير (بالإنجليزية: Mythic Palace)‏ هي لعبة بطاقات إستراتيجية  تجري أحداثها في مملكة شرق-أوسطية أسطورية غامضة، وتستوحي اللعبة شخصياتها الأسطورية و قصصها من تراث منطقة الشرق الأوسط
يلعب اللعبة لاعبان اثنان فقط، يقومان ببناء مجموعة من البطاقات ويستدعيان كافة القوى لتكون تحت إمرتهما وقتما يشاءان. وتضم هذه القوى مخلوقات من الحكايات الأسطورية القديمة وأبطال حاملي سيوف مرصعة بالجواهر وصاحبي قوى سحرية خارقة. ويستغل اللاعبان عدة إستراتيجيات للفوز، كصعق مخلوقات خصومهم وبناء حصون قوية خاصة بهم بسرعة فائقة باستخدام أذكى وأمهر الأساليب لإضعاف جهود الأعداء، أو إرسال القوى لتحطيم صفوفهم.
ويمكن أن يبدأ اللاعبان بمجموعة من الحزم المبنية مسبقًا تضمن بطاقات لستة موارد هي النار والموتى والماء والنبات والريح والأرض، أو يمكنهما إضافة وتعديل بطاقاتهما لإيجاد مجموعة الأوراق الفريدة الخاصة بهما.

## وصلات خارجية
- الموقع الرسمي للعبة